# Weiler (Boppard)

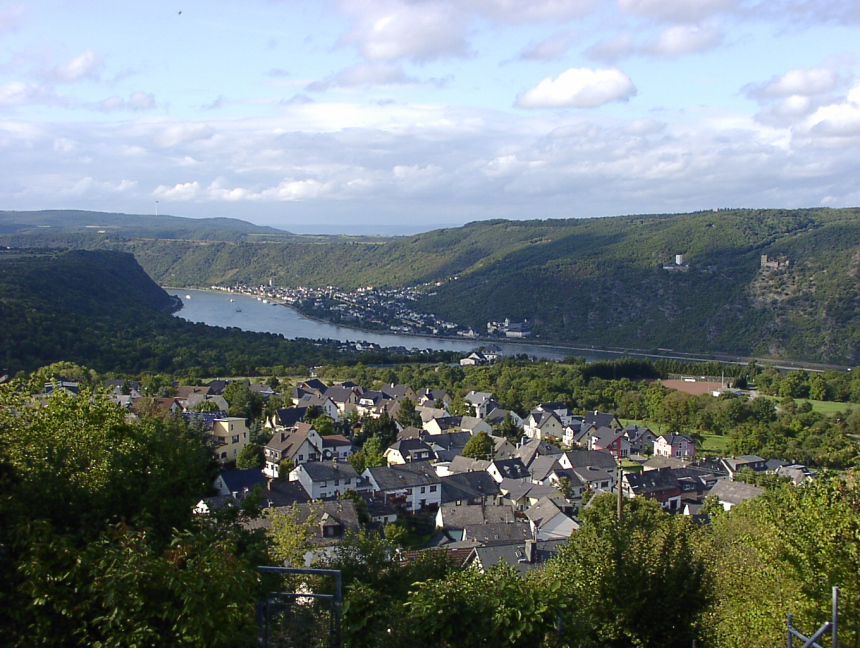
Weiler mit Sicht auf den Rhein

Weiler ist einer von zehn Ortsbezirken der Stadt Boppard am Rhein. Er liegt 235 m ü. NHN direkt über dem Bopparder Ortsbezirk Bad Salzig. Zu Weiler gehört der Luftkurort Fleckertshöhe mit 530 m ü. NHN, der die höchste Erhebung der Stadt Boppard darstellt. Bis zur Eingliederung in die neue Gemeinde Boppard am 31. Dezember 1975 war Weiler eine eigenständige Gemeinde.

## Geographie
Weiler liegt direkt linksrheinisch an der Rheingoldstraße. Gegenüber Weiler befindet sich auf der rechten Rheinseite die Ortsgemeinde Kestert, auf die man mit Blick vom Weilerer Aussichtspunkt Ziehlay direkt schauen kann. Unterhalb von Weiler verläuft entlang des Rheins die Bundesstraße 9 und auf der gegenüberliegenden Rheinseite, rechtsrheinisch, die Bundesstraße 42. Direkt durch Weiler, vorbei an der St.-Peter-Kirche, verläuft der Rheinburgenwanderweg.
Zum Ortsbezirk Weiler gehören auch die Wohnplätze Fleckertshöhe, Haus Rheinberg, Haus Trift, Salzbornhöhe und Weilerbach.

## Geschichte
Es gibt viele Orte mit dem Namen Weiler. Früher trug dieser den Namen „Wilre“, wie es aus alten Unterlagen hervorgeht.
Im Jahre 911 wurde Weiler zum ersten Mal urkundlich erwähnt. König Konrad I. hatte dem Ursulakloster zu Köln vom Bopparder Königsgut die Martinskapelle mit Hof und Scheune, von Salzig Wald und Wiesen und von „Wilre“ Wiesen geschenkt.
Im Jahre 991 gehörte Weiler zu den Dörfern der Großpfarrei Boppard, die von Kaiser Otto III. mit sämtlichen Kapellen der Bopparder Herrschaft und des zugehörigen Zehntlandes dem St.-Martins-Stift zu Worms übertragen wurde.
1149 nahm König Konrad III. den Ort „Wilre“ mit den Höfen „Beie“ (Rheinbay), „Quintinache“ (Quentin), „Prade“ (Prath) und „Overkestert“ (Oberkestert) unter seinen Schutz.
In den nächsten Jahrhunderten war Weiler Teil des Bopparder Reiches. Als Boppard im Jahr 1327 seine Reichsunmittelbarkeit verlor und durch König Heinrich VII. an seinen Bruder, den Erzbischof Balduin von Trier, verpfändet wurde, gelangte Weiler somit ebenfalls an das Kurfürstentum. Erst Ende des 15. Jahrhunderts kam es zu einer letzten erfolglosen Auflehnungen gegen die Herrschaft des Kurfürstentums Trier.

## Politik

### Ortsbeirat
Der Ortsbeirat in Weiler besteht aus sieben ehrenamtlichen Ratsmitgliedern, die zuletzt bei der Kommunalwahl am 9. Juni 2024 gewählt wurden, und der ebenfalls ehrenamtlichen Ortsvorsteherin als Vorsitzender.
Die Sitzverteilung im gewählten Ortsbeirat:
| Wahl | SPD | CDU | WGM * | Gesamt  |
| ---- | --- | --- | ----- | ------- |
| 2024 | 2   | 3   | 2     | 7 Sitze |
| 2019 | 4   | 3   | –     | 7 Sitze |
| 2014 | 3   | 4   | –     | 7 Sitze |

### Ortsvorsteher
Patricia Eiden wurde am 5. September 2024 Ortsvorsteherin von Weiler. Bei der Stichwahl am 23. Juni 2024 hatte sie sich mit einem Stimmenanteil von 66,1 % gegen den Amtsinhaber durchgesetzt, nachdem bei der Direktwahl am 9. Juni 2024 keiner der ursprünglich drei Bewerber eine ausreichende Mehrheit erreichen konnte.
Eidens Vorgänger Andreas Mayer (Wählergruppe Mayer, bis 2023 SPD) war bei der Direktwahl am 26. Mai 2019 mit einem Stimmenanteil von 61,7 % gewählt worden und damit Nachfolger von Helmut Schröder (CDU), der damals nicht erneut angetreten war.

## Öffentliche Einrichtungen
Im Ortsbezirk befindet sich eine kommunale Kindertagesstätte.

## Sehenswürdigkeiten

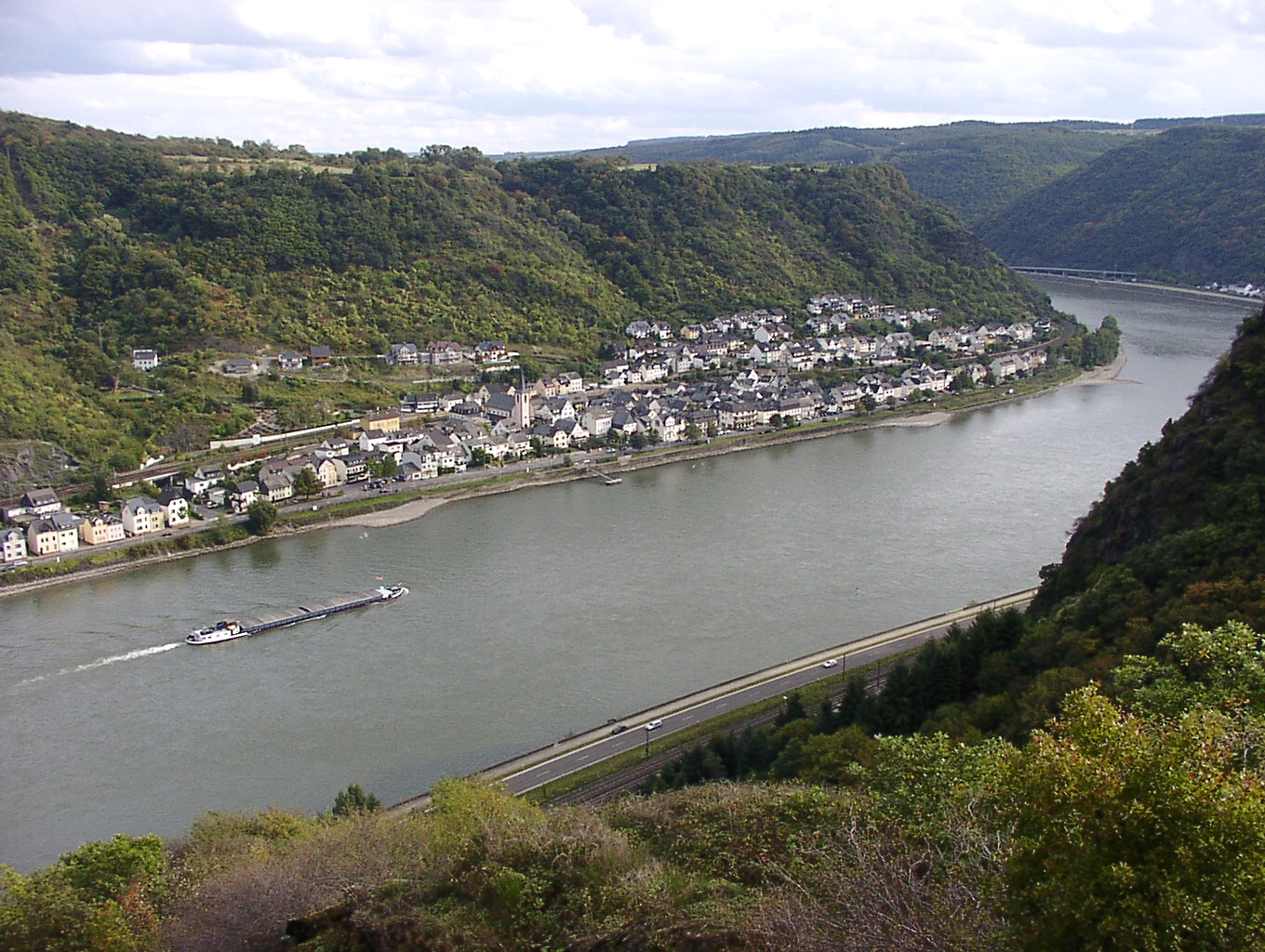
Ziehlay-Blick auf Kestert

### Ziehlay mit „Betender Nonne“
Aussichtspunkt mit einer dort 2006 aufgestellten Holz-Figur (von Sigurd Bratzel) als Betende Nonne. Der Rheinburgenweg führt dort vorbei.
Bis in die Mitte des 20. Jahrhunderts erweckte dort ein gewachsener Felsen mit Blick vom Rhein den Eindruck einer betenden Nonne. Folgende Legende rankt sich um diese Formation: Im Dreißigjährigen Krieg flohen die Nonnen aus dem heute nicht mehr existierenden Weilerer Kloster vor den herannahenden schwedischen Truppen Gustav Adolfs. Sie schafften es nicht mehr rechtzeitig und wurden niedergemetzelt; allein Schwester Angelika gelang die Flucht durch eine Geheimtür, und sie rettete sich auf die Ziehlay. Dort betete sie zur heiligen Muttergottes, sie möge sie vor ihren Verfolgern bewahren und schnell zu Stein erstarren lassen. Die schwedischen Soldaten, die ihr gefolgt waren, fanden sie nicht mehr, glaubten, sie sei abgestürzt, und stiegen zum Rhein ab. Dort blickten sie entsetzt in das Antlitz der versteinerten Angelika mit gefalteten Händen, bekreuzigten sich und bereuten ihre Taten.
Bis zur Sprengung durch einen Bombentreffer während des Zweiten Weltkrieges diente dieser als Standort für Erinnerungsfotos zu vielen Anlässen. Er war auch ein beliebter Kletterfelsen.
Von hier hat man einen direkten Blick auf Kestert und den Aussichtspunkt „Hindenburghöhe“ auf der gegenüberliegenden Rhein-Seite, der auch als Ruhepunkt des durchgehenden Wanderweges „Rheinsteig“ gilt.

### St.-Peter-Kirche

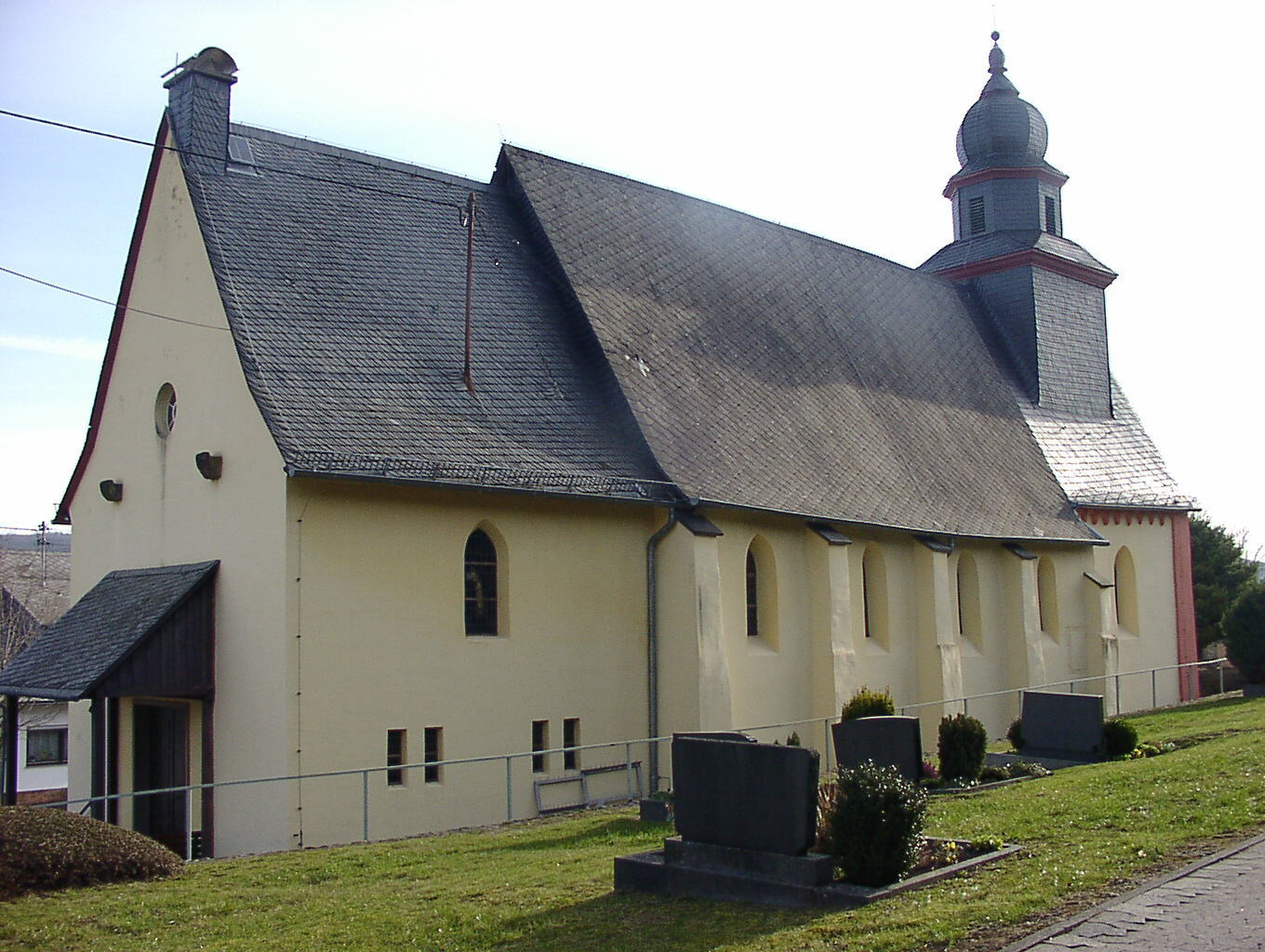
Eingangsseite St.-Peter-Kirche

Die St.-Peter-Kirche ist ein in der ersten Hälfte des 13. Jahrhunderts in romanischem Stil erbautes Gotteshaus, dessen Hauptschiff später in gotischer Form erweitert wurde. Ausgestattet wurde die Kirche mit bedeutenden Plastiken. Die Petrus-Statue stammt aus dem 13. oder 14. Jahrhundert, das frühgotische Kreuz aus dem 15. Jahrhundert und die Statue der schmerzhaften Muttergottes vom Anfang des 16. Jahrhunderts. Am wertvollsten war eine sitzende Madonna in romanischen Stil, die im Jahre 1908 an das Trierer Diözesanmuseum verkauft wurde. Im Jahre 1903 wurde der Glockenstuhl erneuert. In den Jahren 1952 und 1953 erhielt die Kirche eine Sakristei und wurde um sechs Meter verlängert. 1968 wurde der Altarraum durch einen Zelebrations-Altar den neuen liturgischen Richtlinien angepasst.

### Aussichtspunkt Dünchen mit Mutter-Gottes-Häuschen

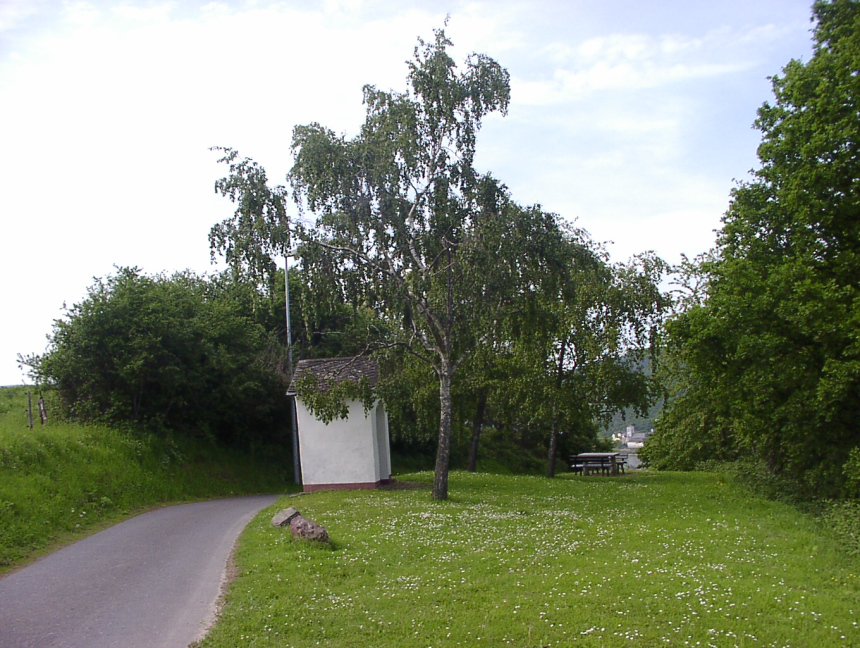
Aussichtspunkt Dünchen

Von hier hat man einen guten Blick auf Bad Salzig und das rechtsrheinische Kamp-Bornhofen mit seinen Burgen Sterrenberg und Liebenstein, im Volksmund auch „Die feindlichen Brüder“ genannt. In Kamp-Bornhofen befindet sich das Franziskaner-Kloster mit seiner Marienwallfahrtskirche, die jährlich von vielen tausend Pilgern besucht wird.

## Bildergalerie von Weiler

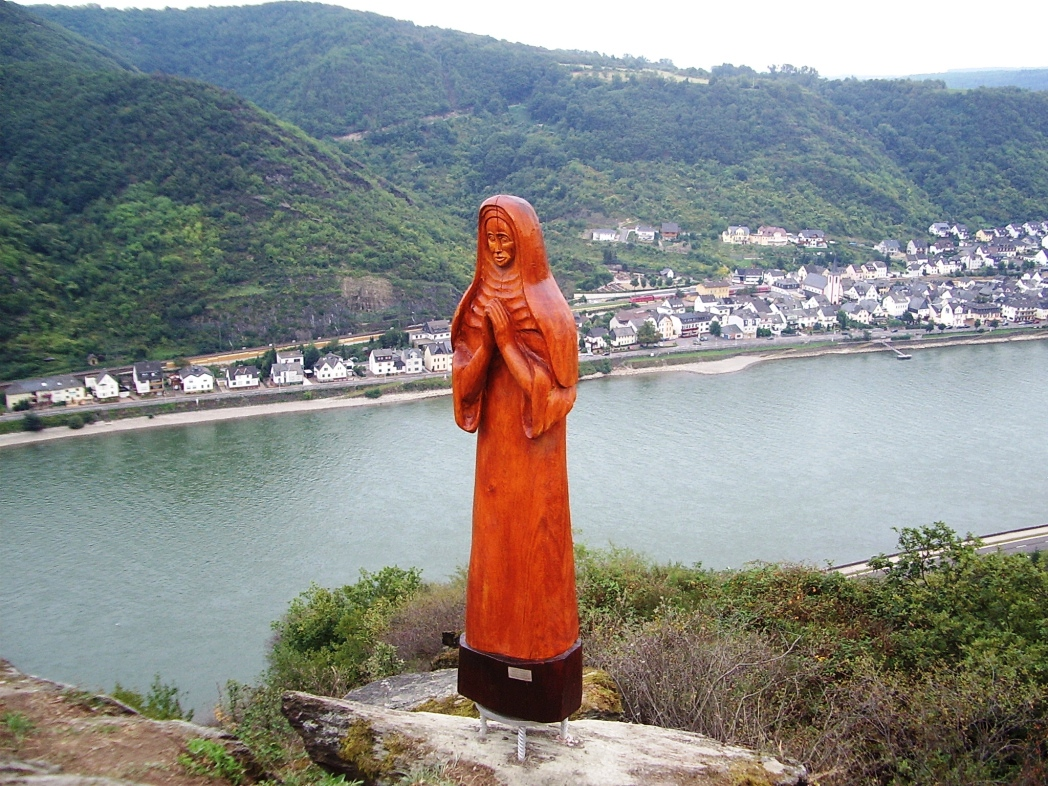
„Betende Nonne“ 2006
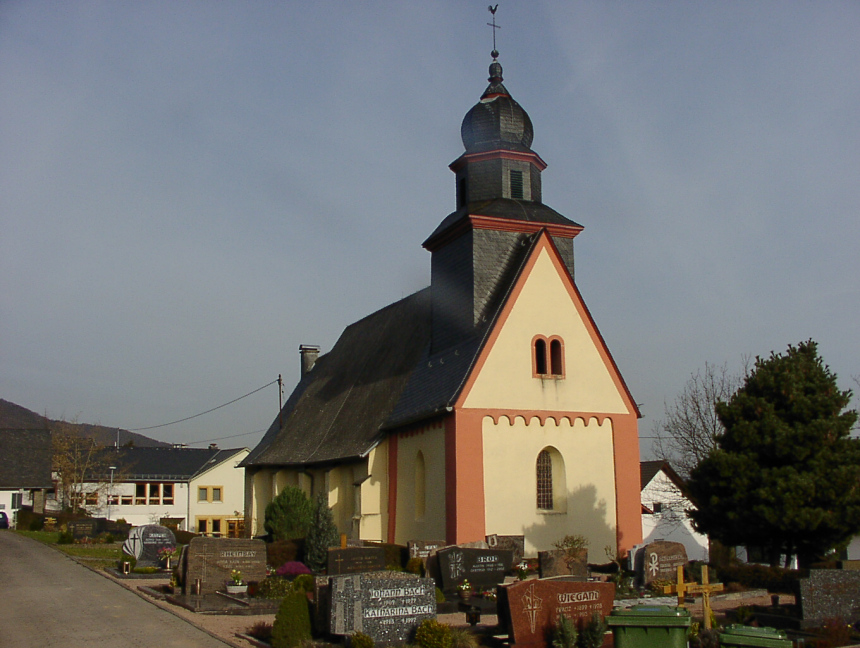
Friedhofseite St.-Peter-Kirche
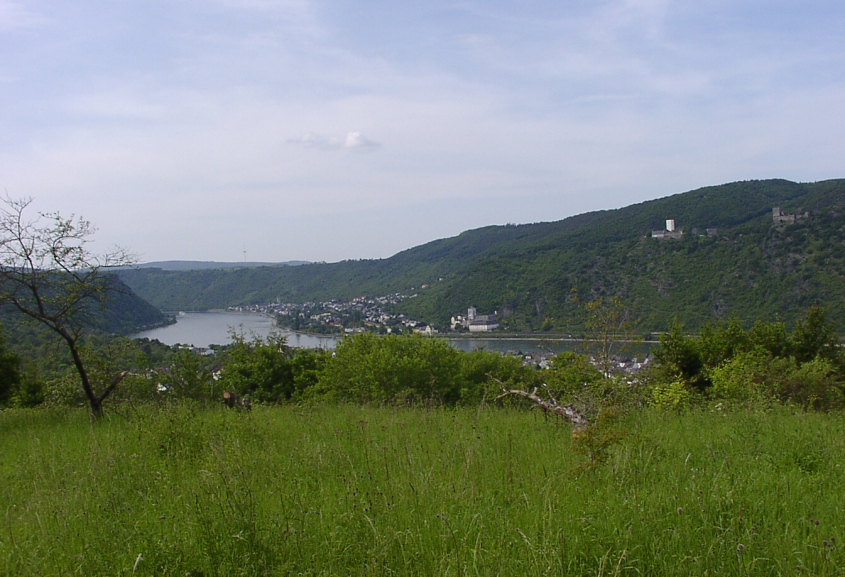
Kamp-Bornhofen

## Regelmäßige Veranstaltungen
- Schwerdonnerstag (=Weiberfastnacht): Karnevalsveranstaltung bei den Möhnen. Jedes Jahr an Donnerstag vor Karneval-Wochenende
- Weilerer Kirmes (Kirchweih) jährlich am ersten Wochenende im Monat August
- Fleckertshöher Kirmes am letzten Wochenende im Juli jeden Jahres
- Fußballturnier, ein in jedem Jahr durchgeführte Veranstaltung vom Sportverein Weiler
- Krippenausstellung im Mehrzweckgebäude in der Vorweihnachtszeit
- Der „Lebende Adventskalender“ von Beginn bis Ende der Adventszeit
- Seniorentag in jeder dritten Woche des Monats
- „Schwätzje am Born“ an jedem 1. Donnerstag im Monat ein geselliger Treff in der Dorfmitte am Born für alle Weilerer Bürger